# (376694) Kassák
(376694) Kassák, désignation internationale (376694) Kassak, est un astéroïde de la ceinture principale.

## Description
(376694) Kassak est un astéroïde de la ceinture principale. Il fut découvert le 30 janvier 2011 à Piszkesteto par Krisztián Sárneczky et Stefan Kürti. Il présente une orbite caractérisée par un demi-grand axe de 3,14 UA, une excentricité de 0,19 et une inclinaison de 10,2° par rapport à l'écliptique.
Il est nommé d'après l'écrivain et poète hongrois Lajos Kassák.

## Compléments